# Португальська мова у Східному Тиморі

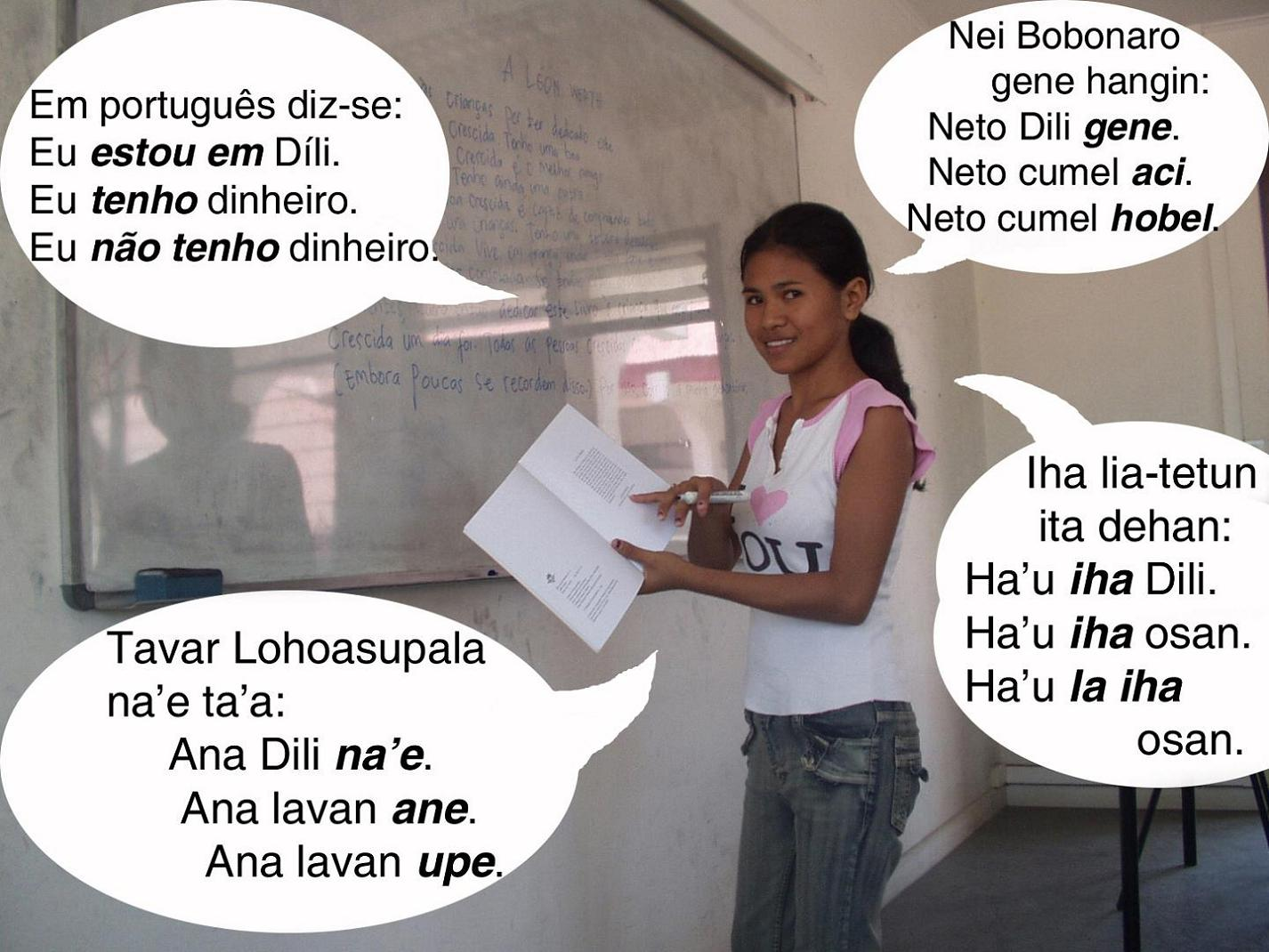
Мови Тимору

Португальська мова в Східному Тиморі — з 2002 одна з двох офіційних мов (поряд з автохтонною мовою тетум) незалежної республіки Східний Тимор. На відміну від інших португаломовних країн, португальська мова в Східному Тиморі в основному поки виступає як друга мова або як перша іноземна для автохтонного населення республіки. Історії обох мов на острові тісно переплетені, і вони збагачують один одного запозиченнями. Число носіїв португальської мови як рідної невелике (близько 1% населення). В основному це метиси змішаного португальсько-тиморського походження, які мають досить високий соціальний статус у країні, оскільки саме вони були ідеологами боротьби проти Індонезійської окупації Східного Тимору в 1975-1999. Близько 5% володіють нею лише на рівні рідного, 25% — добре. Загалом за переписом 2010 36,7 % мешканців відповіли, що вони володіють португальською тією чи іншою мірою.

## Історія
Португальська мова - це спадщина Португальської колоніальної імперії. Португальський Тимор був частиною португальської Індонезії в 1586-1975. Однак, кількість португальських переселенців на ньому завжди була вкрай незначною, та й самі португальці як лінгва франка острова використовували мову тетум. Під час португальського правління з'явилася і «окультурена» форма останнього під назвою «тетун-праса» (букв. «ринковий тетум»), що виник у столиці країни, місті Ділі, під сильним впливом португальської мови. Цікаво, що навіть після революції в Португалії у 1974 всі політичні партії Східного Тимору виступали за збереження португальської мови в країні, включаючи проіндонезійськи налаштовану АПОДЕТІ.

## Роки окупації
У 1975 Індонезія вторглася в Східний Тимор протягом операції Лотос, який став її 27 провінцією в 1976. Єдиною офіційною була оголошена індонезійська мова. Використання португальської мови в освіті, уряді та ЗМІ було заборонено індонезійською владою як загроза цілісності країни. Проте остання португальська школа Екстернату де Сан Жозе закрита владою лише у 1992. Більш того, протягом усієї окупації португальська мова продовжувала залишатися основною мовою антиіндонезійського підпілля, хоча його вживання сильно скоротилося. Тим не менш, перепис 2010 показав, що 18,6% населення у віці з 6 років і старше вміють говорити по-португальськи.

## Незалежність
Повернення португальської як офіційної мови країни пояснювалося історичної та культурної спільнотою, загальної релігією (католицтво) і тому викликало схвалення з боку Португалії та Бразилії, які направили в країну фінансову та ресурсну допомогу для її подальшого поширення. Однак цей крок також викликав хвилю критики і навіть сарказму серед молоді країни, а також англомовних країн. Справа в тому, що східнотиморська молодь здобула освіту індонезійською мовою, яка раптово втратила свій статус, хоча і була залишена як робоча мова республіки поряд з англійською. Негативні реакції англомовних ЗМІ (насамперед США та Австралії ) пояснювалися образою останніх на східнотиморську еліту за її «невдячність» та небажання оголошувати офіційною «престижною» англійською мовою.
Уряд Східного Тимору проводить політику «реінтродукування» (повторного впровадження) португальської мови у країні. В рамках різних освітніх проектів Португалія, Бразилія та Кабо-Верде посилають своїх викладачів до Східного Тимору для навчання португальської мови східнотиморських вчителів, а також безпосереднього викладання у школах та університеті Східного Тимору. Освіта в Східному Тиморі за законом має вестися португальською мовою, проте 85% з 12 000 східнотиморських вчителів не володіє достатньо португальською мовою. За планами уряду, у найближчі 10-20 років вчителі мають опанувати португальську мову належним чином. Також ці країни приймають східнотиморських студентів для навчання у своїх університетах.
За угодою уряду Східного Тимору з урядом Португалії, протягом трьох років, починаючи з 2013, у Східному Тиморі 173 португальських викладачі підвищуватимуть кваліфікацію східнотиморських вчителів у португальській мові.